# Bellamya micron
Bellamya micron е вид охлюв от семейство Viviparidae.

## Разпространение
Този вид е разпространен в Индия (Манипур).